# Nørrebro Fodbold Forening
 Der er for få eller ingen kildehenvisninger i denne artikel, hvilket er et problem. Du kan hjælpe ved at angive troværdige kilder til de påstande, som fremføres i artiklen.

Nørrebro Fodbold Forening (forkortet NFF) er en dansk fodboldklub fra Nørrebro i København. Klubben blev stiftet i 2016, og benytter Mimersparken som hjemmebane for herreholdene og Nørrebroparken for deres kvindehold.
Initiativtagerne og klubbens grundlæggere er Mohammad Howeidi, Oliver Fredsted, Tarik M'hamed Habbou, Ali Ghadban og Mohamed El-Saleh.[kilde mangler]
Klubben repræsenterer den kulturelle mangfoldighed i bydelen gennem sport og sociale aktiviteter. Klubben er selvfinansieret og modtager ingen offentlig støtte. Formålet er at engagere sig i lokalområdet i form af idrætsaktiviteter og sociale arrangementer, hvor man vil inkludere alle fra lokalsamfundet for at bygge bro, skabe sammenhold og gode bånd.
Første herreseniorhold begyndte i 2016 i Københavnsserien og har i deres første tre sæsoner rykket op i dem alle.[kilde mangler]
Første kamp i NFF-regi blev spillet søndag 21. august 2016 i Ryparken mod FC Berati med et resultat på 9-2 til Nørrebro FF.[kilde mangler] Første kvindekamp blev spillet af klubbens 2. hold i 7M Kvinde søndag 14. april 2019 i Ryparken mod Vestia, hvor klubben tabte 8-1.[kilde mangler]

## Trøjesponsor og -leverandør
| ÅR        | Trøjeleverandør | Hovedsponsor     |
| --------- | --------------- | ---------------- |
| 2016–2018 | Adidas          | Ingen            |
| 2018–2020 | Kelme           | Ingen            |
| 2018–2020 | Kelme           | GAZA GRILL       |
| 2020–xxxx | PlayerLayer     | Nørrebro Bryghus |